# آزمون واحد
آزمون واحد (به انگلیسی: unit testing) در برنامه‌نویسی رایانه‌ای، نوعی آزمون نرم‌افزار است که در آن «واحدهای منفرد کد منبع» مورد آزمون قرار می‌گیرند تا تعیین شود که آیا برای استفاده سازگار هستند یا نه. در اینجا «واحد منفرد کد منبع» یعنی مجموعه‌ای از یک یا بیشتر پودمان برنامه رایانه‌ای، همراه با داده کنترلی مرتبط، رویه استفاده، و رویه عملیاتی.
آزمون‌های واحد معمولاً آزمون‌هایی خودکار هستند که توسط توسعه‌دهنده نرم‌افزار نوشته و اجرا می‌شوند، این آزمون برای آن انجام می‌شود تا اطمینان حاصل شود که بخشی از یک برنامه‌کاربردی (که «واحد» نام دارد) طراحی را برآورده کرده‌است و رفتارش هم براساس انتظار است.
آزمون واحد روشی است برای آزمودن واحدهای کوچکی از کد منبع برنامه و اطمینان از درست کار کردن آن‌ها؛ در این روش، درستی هر قسمت از کد، که به آن «واحد» گفته می‌شود، با استفاده از کدهای دیگری که توسط برنامه‌نویس نوشته شده ارزیابی می‌گردد. در زبان‌های شیءگرا، معمولاً این کار با استفاده از یک کلاس مستقل انجام می‌شود، اگر چه می‌تواند تنها با استفاده از یک متد نیز صورت بپذیرد.
در حالت ایده‌آل هر کدام از آزمون‌ها از بقیه مستقل است. معمولاً آزمون‌های واحد توسط توسعه‌دهندگان نرم‌افزار به کار گرفته می‌شوند. نحوهٔ آزمون واحد می‌تواند از ارزیابی نتیجه روی کاغذ، تا اجرای خودکار چندین آزمایش توسط برنامه و تحلیل نتیجهٔ آن‌ها توسط خود برنامه، متغیر باشد.